# Герб Виборга
Герб Виборга — символ самоврядування міста Виборг в Росії, адміністративного центру Виборзького муніципального району Ленінградської області, що затверджений Рішеннями міської влади від 28 листопада 1994 року та перезатверджений 28 березня 2006 року.

## Опис
Щит розділений на дві частини: у верхній в червоному полі три золоті корони, в нижній в блакитному полі золота літера W; над щитом два янгола.

## Історія
З отриманням прав міста в 1403 році, Виборг отримав і першу міську печатку. На ній зображалася літера W під трьома коронами (промовистий герб). На печатці 1448 року літера і корони вже рознесені в різні частини щита.
Після заняття російськими військами в 1710 році Виборгу спробували нав'язати новий герб у вигляді слона, що йде вправо (вліво від глядача). Однак спроби не увінчалися успіхом, і в підсумку місту був залишений старий шведський герб.

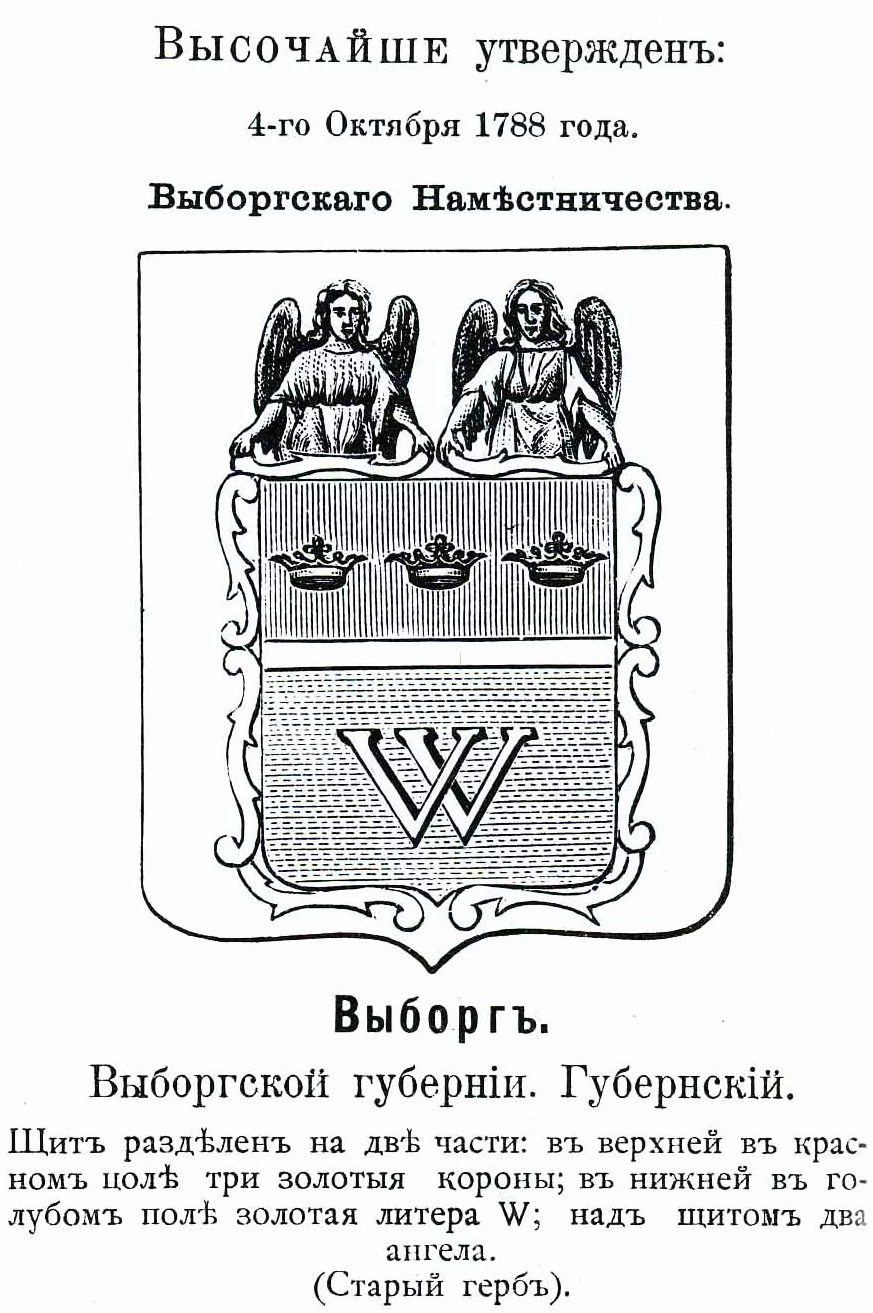
Герб 1788 з офіційним описом

Офіційний герб Виборга затверджений Катериною II 4 жовтня 1788 року: "Щит розділений на дві частини: у верхній в червоному полі три золоті корони, в нижній в блакитному полі золота літера W; над щитом два янгола ".
У 1812 році герб Виборга було вирішено зробити гербом Виборзької губернії. У зв'язку з цим був розроблений новий міський герб. 2 жовтня 1817 року імператором був затверджений такий герб для Виборга: в блакитному полі двухбашенних Виборзька фортеця, на її правій більшої вежі флагшток і прапор, над фортецею золота літера W . Над щитом кам'яна корона.
За радянських часів був складений проект герба Виборга. У центрі композиції портовий кран. Випускалися значки з таким гербом, але офіційно він не затверджувався.
Рішеннями міської влади від 28 листопада 1994 року та 28 березня 2006 року був відновлений історичний герб Виборга.
Місто також має прапор, який являє собою прямокутне полотнище із співвідношенням сторін 2:3, яке дублює зображення герба.
Затверджено 28 березня 2006 року, одночасно з гербом міста.
Нерідко в різних сферах використовують і неофіційні символи міста. Найчастіше це різні зображення Виборзького замку, особливо вежі Святого Олафа. Часто як символу міста використовують літеру W, на відміну від герба, без інших деталей. Такий «символ» в кінці 2006 року був встановлений на площі перед залізничним вокзалом.
Також до неофіційних символів можна віднести драккари, що використовувалися при зйомках фільму С. Ростоцького «І на камінні ростуть дерева» (у 2009 році були замінені на сучасні копії), скульптуру «Лось», Круглу та Годинну вежі.